# Nao complete anthology 2002-2009 -my graduation-
nao complete anthology 2002-2009 -my graduation- – album kompilacyjny zespołu fripSide wydany 17 lipca 2009 nakładem VisualArt’s. 
Jest to kompletna antologia wszystkich wydanych albumów wydanych na przestrzeni pierwszej fazy zespołu (2002–2009). Została ona wydana w związku z odejściem nao z zespołu, które ogłosiła 15 marca 2009.

## Lista albumów
| Nr | Tytuł                             | Liczba utworów | Długość | Uwagi                                                |
| -- | --------------------------------- | -------------- | ------- | ---------------------------------------------------- |
| 1  | first odyssey of fripSide         | 10             | 48:57   |                                                      |
| 2  | 2nd fragment of fripSide          | 10             | 51:31   |                                                      |
| 3  | 3rd reflection of fripSide        | 12             | 58:05   |                                                      |
| 4  | binarydigit                       | 12             | 56:52   |                                                      |
| 5  | Rabbit Syndrome                   | 11             | 50:15   | Album wydany w ramach projektu fripSide NAO project! |
| 6  | split tears                       | 11             | 56:59   |                                                      |
| 7  | fripSide Re:product mixes ver.0.2 | 8              | 41:28   |                                                      |
| 8  | very best&Unpublished side1       | 13             | 63:38   | Utwory niepublikowane we wcześniejszych albumach     |
| 9  | Unpublished side2                 | 9              | 39:17   | Utwory niepublikowane we wcześniejszych albumach     |
| 10 | Unpublished side3                 | 9              | 43:05   | Utwory niepublikowane we wcześniejszych albumach     |